# Godoy Cruz (Mendoza)
Godoy Cruz is een plaats in het Argentijnse bestuurlijke gebied Godoy Cruz in de provincie Mendoza. De plaats telt 182 977 inwoners.

## Geboren in Godoy Cruz
- José Daniel Ponce (1962), voetballer
- Esteban Dreer (1981), voetballer

## Galerij

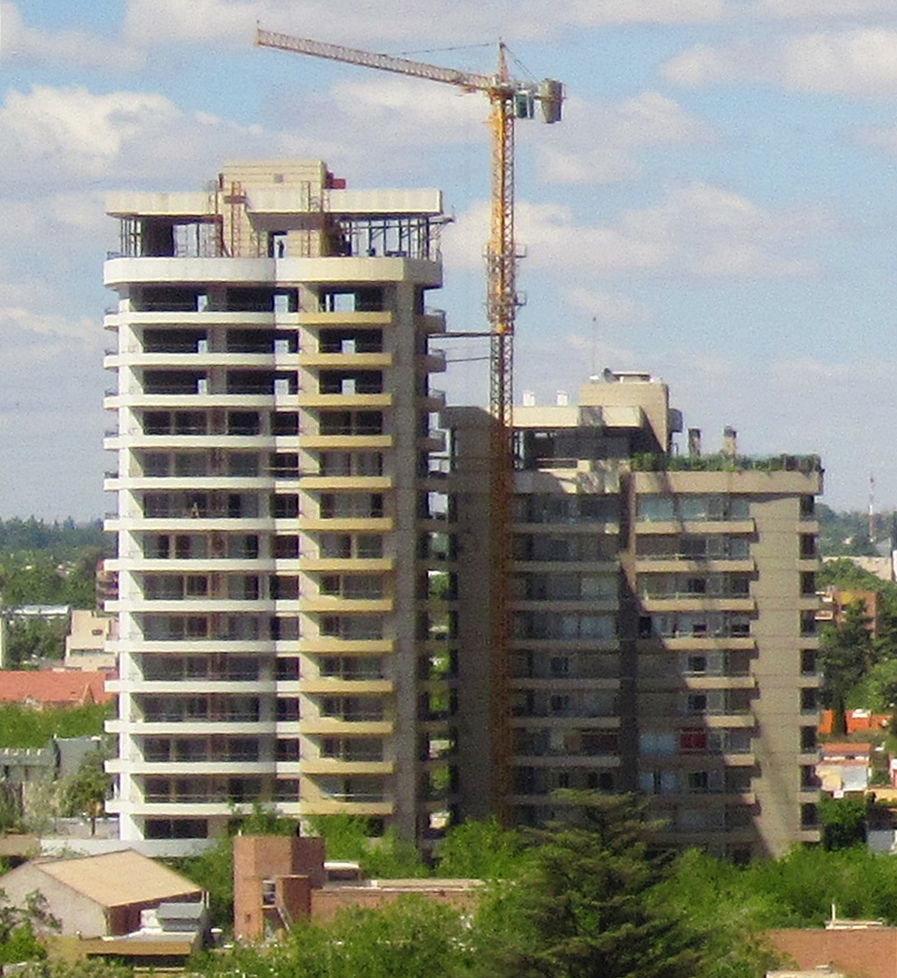
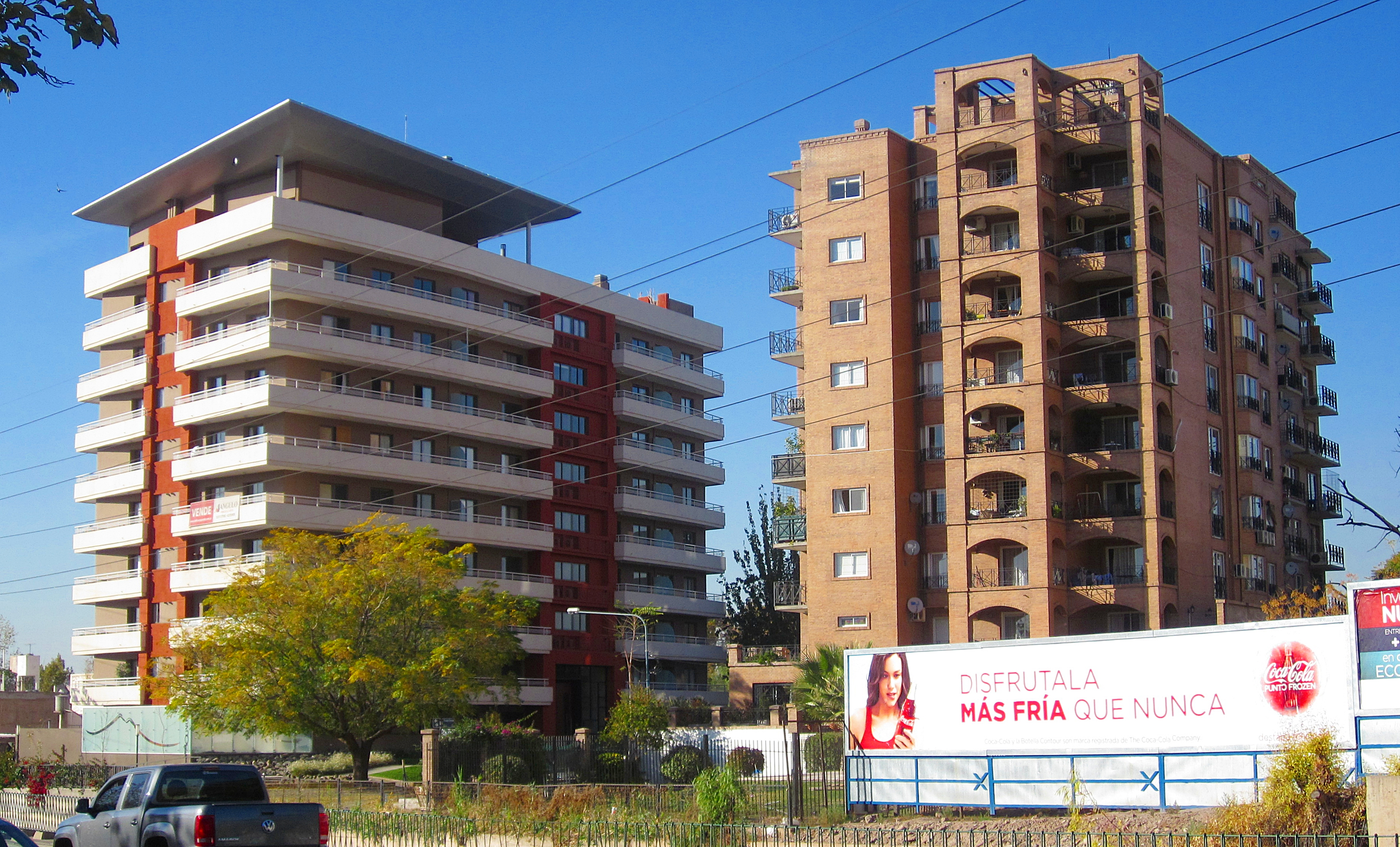
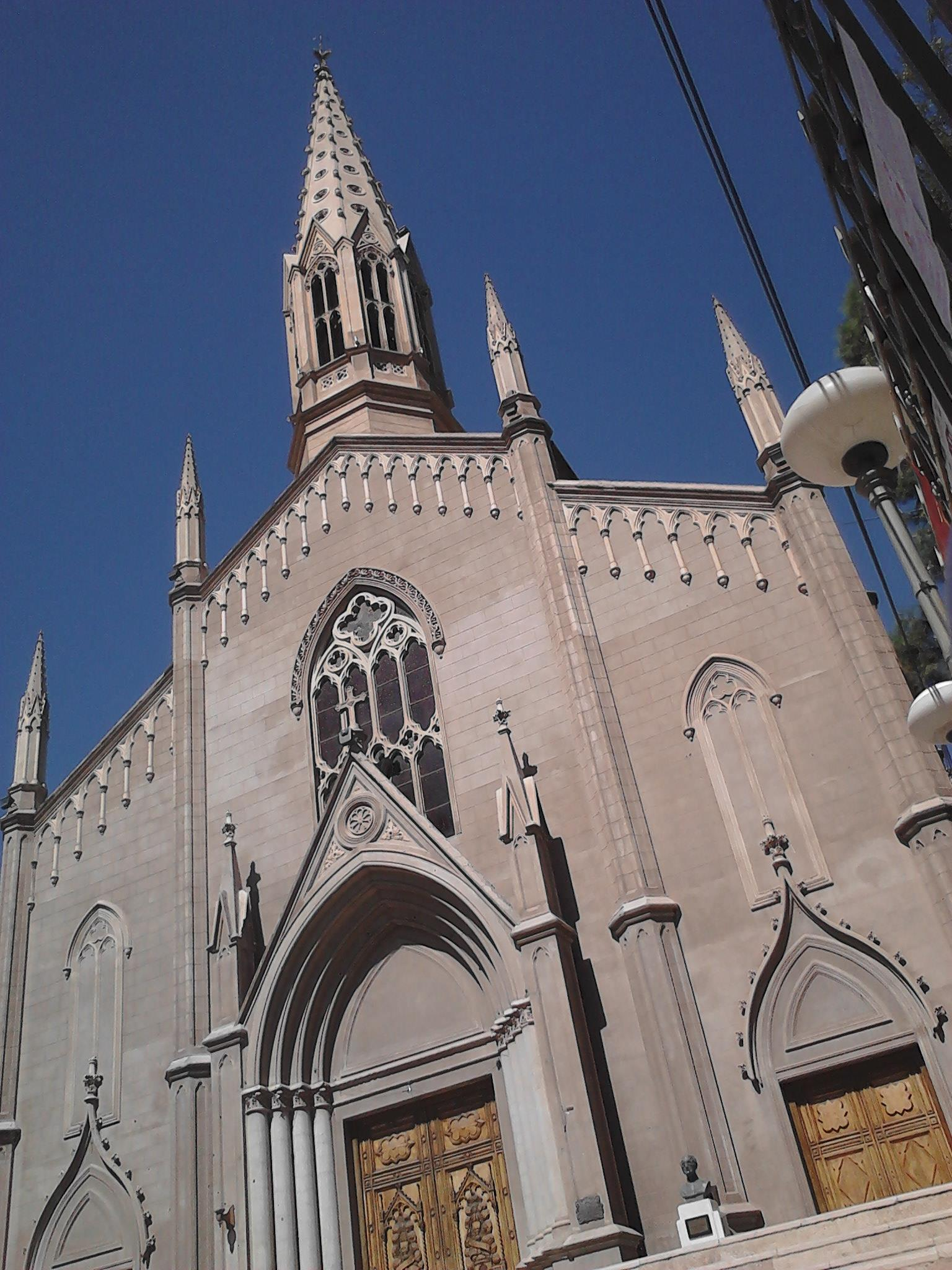
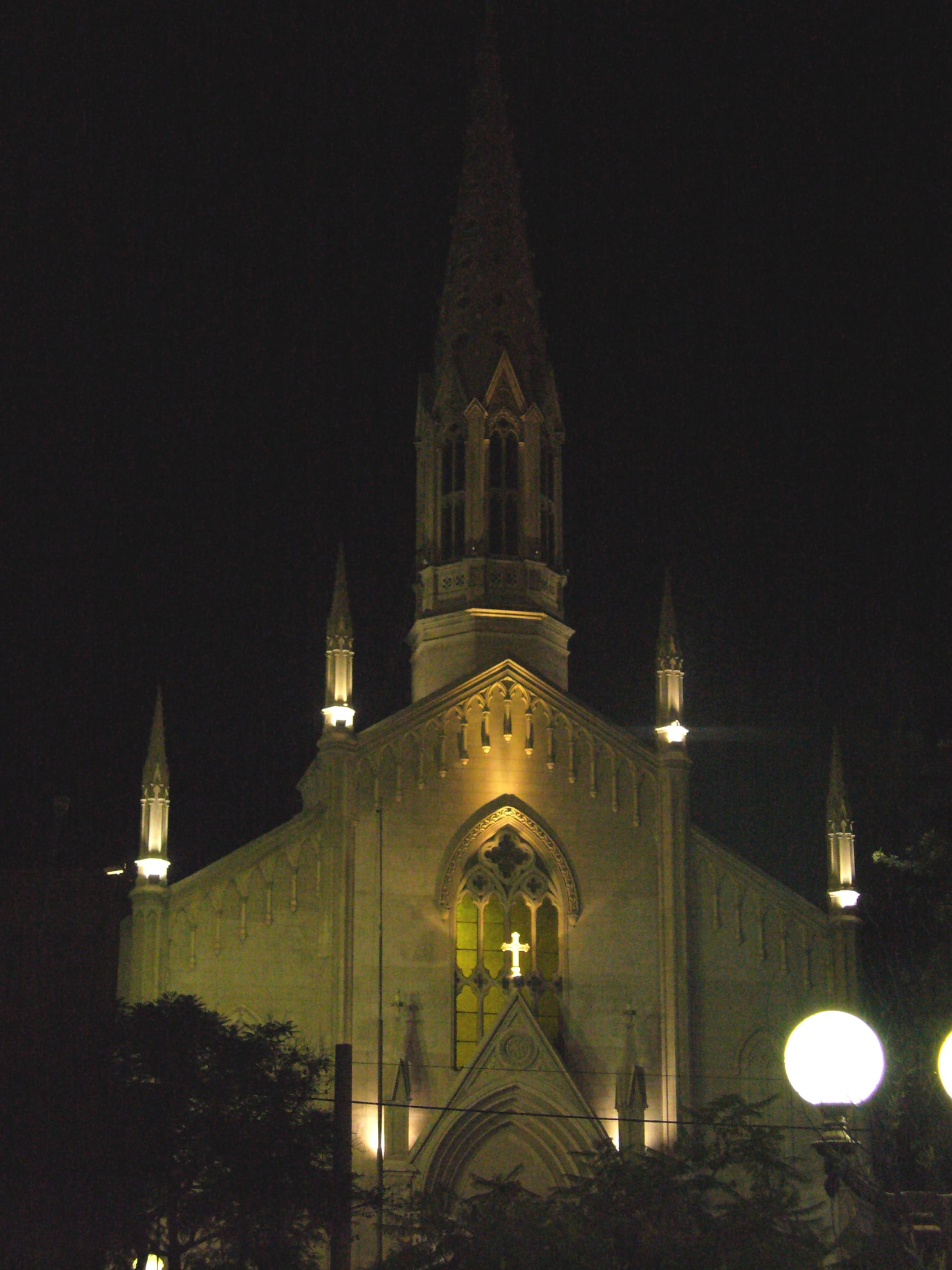